# Janne Happonen
Janne Mikael Happonen (Kuopio, 18. lipnja 1984.) umirovljeni je finski skijaš skakač.
Najveći uspjeh u karijeri mu je ekipno olimpijsko srebro iz 2006. Vlasnik je i momčadskog srebra sa svjetskog prvenstva u Kulmu 2006. na velikoj skakaonici te još jednog ekipnog srebra iz 2008. ekipne bronce iz 2010. U svjetskom kupu ima dvije pobjede.

## Vanjske poveznice
- FIS profil  Arhivirana inačica izvorne stranice od 30. rujna 2007. (Wayback Machine)
- Yahoo grupa  Arhivirana inačica izvorne stranice od 7. kolovoza 2011. (Wayback Machine)
- Janne Happonen Fanclub engl.  Arhivirana inačica izvorne stranice od 21. srpnja 2011. (Wayback Machine)